# Des gens comme nous
Pour plus de détails, voir Fiche technique et Distribution.
Des gens comme nous (People Like Us) est un film américain réalisé par Alex Kurtzman, sortie en 2012.

## Synopsis
Un jeune homme d'affaires retourne chez lui après la mort de son père. Il découvre alors un secret familial et commence un voyage introspectif.

## Fiche technique
Sauf indication contraire, les informations mentionnées dans cette section peuvent être confirmées par les bases de données cinématographiques IMDb et Allociné,  présentes dans la section « Liens externes ».
- Titre original : People Like Us
- Titre français : Des gens comme nous
- Réalisation : Alex Kurtzman
- Scénario : Alex Kurtzman, Jody Lambert et Roberto Orci
- Musique : A.R. Rahman
- Direction artistique : James E. Tocci
- Décors : Ida Random (de)
- Costumes : Mary Zophres
- Photographie : Salvatore Totino
- Son : Peter J. Devlin, Gary A. Rizzo, Christopher Scarabosio, Gwendolyn Yates Whittle
- Montage : Robert Leighton
- Production : Bobby Cohen (en), Roberto Orci et Clayton Townsend (en)
  - Production déléguée : Alex Kurtzman
  - Production associée : Kim Rosen
  - Coproduction : Jody Lambert
- Sociétés de production : 
  - États-Unis : Dreamworks Pictures, Hemisphere Media Capital, Kurtzman Orci Paper Products (en) et Touchstone Pictures
  - Inde : Reliance Entertainment
- Sociétés de distribution : Walt Disney Studios Motion Pictures (États-Unis) ; Reliance Entertainment (Inde)
- Budget : 16 millions USD[1],[2]
- Pays de production :  États-Unis[3],[N 1]
- Langues originales : anglais, espagnol
- Format : couleur (DeLuxe) — 35 mm — 2,35:1 — SDDS / Datasat / Dolby Digital
- Genre : drame, comédie
- Durée : 114 minutes
- Dates de sortie[4] :
  - États-Unis, Québec : 29 juin 2012[5]
  - France : 28 avril 2013 (diffusion TV sur OCS MAX)[6]
- Classification[7] :
  - États-Unis : accord parental recommandé, film déconseillé aux moins de 13 ans (PG-13 - Parents Strongly Cautioned)[N 2]
  - Québec : tous publics (G - General Rating)[5]

## Distribution
- Chris Pine (VQ : Jean-François Beaupré) : Sam[8]
- Olivia Wilde (VQ : Catherine Proulx-Lemay) : Hannah[9]
- Elizabeth Banks (VQ : Viviane Pacal) : Frankie[10]
- Michelle Pfeiffer (VQ : Élise Bertrand) : Lillian[11]
- Mark Duplass : Ted[12]
- Jon Favreau : Richards[13]
- Michael Hall D'Addario (VQ : Alexis Plante) : Josh
- Philip Baker Hall (VQ : Vincent Davy) : Ike Rafferty

 Source et légende : version québécoise (VQ) sur Doublage.qc.ca

## Production

### Attribution des rôles
- Olivia Wilde et Elizabeth Banks avaient déjà partagés la vedette en 2010 dans Les Trois Prochains Jours (The Next Three Days).
- Amy Adams devait initialement jouer dans le film, mais renonça afin de passer plus de temps en famille. Le rôle fut confié à Elizabeth Banks, dont ce n'est pas la première fois qu'elle remplace Adams pour un rôle : en effet, Banks a obtenu le rôle principal féminin de Dos au mur (Man on a Ledge), après qu'Adams a également renoncé à y jouer.

### Tournage
Le film fut tourné début 2011 en Californie.

## Accueil

### Accueil critique
Des gens comme nous a rencontré un accueil critique mitigé dans les pays anglophones, obtenant 56 % d'avis positifs sur le site Rotten Tomatoes, basé sur 109 commentaires collectés et une note moyenne de 5.7⁄10. Sur le site Metacritic, qui a collecté 31 commentaires ayant émis un avis sur le film, il obtient un score de 49⁄100.

### Box-office
Des gens comme nous a rencontré un échec commercial aux États-Unis, où il a totalisé 12 434 778 $ de recettes après neuf semaines en salles. Sorti dans peu de pays à l'étranger, le total des recettes internationales est 124 153 $,.

## Éditions en vidéo
En France, le film Des gens comme nous est sorti en VOD le 29 juillet 2020.